# 龙湾区
龙湾区是中国浙江省温州市下辖的一个市辖区，区域总面积为279平方公里，龙湾区成立于1984年。温州经济技术开发区位于该区。區人民政府駐永中街道永寧西路506號。

## 建置沿革
- 1984年4月2日，析温州市郊区的状元镇、龙湾乡和瓯海县永中镇的黄石、黄山2村，置龙湾区，上报浙江省人民政府。同年12月27日，浙江省人民政府批准设立龙湾区。
- 2001年8月21日，瓯海区所辖的永强片区（永中、天河、沙城、灵昆四镇）、瑞安市所辖的梅头办事处划归龙湾区管辖；龙湾区蒲州镇的上蒲州和蒲州两村划归鹿城区管辖。
- 2002年1月，龙湾区内行政区划进行调整，调整后全区辖永中、蒲州、海滨、永兴、海城5个街道和状元、瑶溪、沙城、天河、灵昆5个镇。
- 2011年4月，再次调整，调整后全区辖永中、蒲州、海滨、永兴、海城、状元、瑶溪、沙城、天河、灵昆、星海11个街道。
- 2012年，将沙城街道、天河街道、海城街道、星海街道委托经济开发区管理，灵昆街道委托瓯江口新区开发建设管理。

## 行政区划
龙湾区下辖10个街道办事处：
永中街道、蒲州街道、海滨街道、永兴街道、海城街道、状元街道、瑶溪街道、沙城街道、天河街道和星海街道。

## 人口
2022年初常住人口为73.29万人，其中城镇常住人口为73.22万人。户籍人口总数为34.38万人。
根據第七次全国人口普查數據，截至2020年11月1日零時，龍灣區常住人口475706人。

## 自然地理
龙湾区东部为地势低平、河网密布的滨海平原，西部是以岩体裸露为特征的大罗山，大罗山以西为温瑞平原。

## 友好城市
- 法國 埃尔蒙